# Ronde van Frankrijk 2018/Zesde etappe
De zesde etappe van de Ronde van Frankrijk 2018 werd verreden op woensdag 12 juli 2018 van Brest naar Mûr-de-Bretagne.

## Parcours
De zesde etappe is een heuvelrit over 181 km. In deze etappe liggen 4 klimmen 3 van derde categorie en 1 van vierde categorie. Op het einde rijden de renners twee keer over de Mûr-de-Bretagne. De tweede keer ligt boven op de top de finish.

## Verloop
Meteen na de start ontstond een kopgroep van 5 renners met Damien Gaudin, Fabien Grellier, Laurent Pichon, Anthony Turgis en Dion Smith. Die laatste kwam op de eerste twee klimmen als eerste boven. Hierna was het een lange aanloop naar de Mûr-de-Bretagne, in deze aanloop dreef Quick-Step Floors het tempo op en trok waaiers. Er ontstonden 3 groepen waarin de klassementsrenners verspreid zaten. Tijdens de eerste beklimming van de Mûr-de-Bretagne werd de kopgroep ingelopen door het peloton. Toms Skujins kwam als eerste boven. Op 6 km van de meet kreeg Tom Dumoulin materiaalpech en 2 km later Romain Bardet ook, beiden kwamen niet terug in het peloton en verloren tijd op de concurrentie. Op de slotklim ging Daniel Martin ten aanval en hield vol tot de meet. Pierre Latour werd tweede na een late sprong en Alejandro Valverde werd derde.

## Uitslag
| Rituitslag Brest - Mûr-de-Bretagne (181 km) |                    |                    |          |
| Plaats                                      | Naam               | Ploeg              | Tijd     |
| Winnaar                                     | Daniel Martin      | UAE Team Emirates  | 4u13'43" |
| 2                                           | Pierre Latour      | AG2R La Mondiale   | + 1"     |
| 3                                           | Alejandro Valverde | Movistar Team      | + 3"     |
| 4                                           | Rafał Majka        | BORA-hansgrohe     | z.t.     |
| 5                                           | Jakob Fuglsang     | Astana Pro Team    | z.t.     |
| 6                                           | Adam Yates         | Mitchelton-Scott   | z.t.     |
| 7                                           | Bauke Mollema      | Trek-Segafredo     | z.t.     |
| 8                                           | Peter Sagan        | BORA-hansgrohe     | z.t.     |
| 9                                           | Geraint Thomas     | Team Sky           | z.t.     |
| 10                                          | Primož Roglič      | Team LottoNL-Jumbo | z.t.     |
|                                             |                    |                    |          |
| 12                                          | Greg Van Avermaet  | BMC Racing Team    | z.t.     |

| Algemeen klassement |                    |                           |           |
| Plaats              | Naam               | Ploeg                     | Tijd      |
| Gele trui           | Greg Van Avermaet  | BMC Racing Team           | 18u22'00" |
| 2                   | Geraint Thomas     | Team Sky                  | + 3"      |
| 3                   | Tejay van Garderen | BMC Racing Team           | + 5"      |
| 4                   | Julian Alaphilippe | Quick-Step Floors         | + 6"      |
| 5                   | Philippe Gilbert   | Quick-Step Floors         | + 12"     |
| 6                   | Bob Jungels        | Quick-Step Floors         | + 18"     |
| 7                   | Rigoberto Urán     | EF Education First-Drapac | + 45"     |
| 8                   | Alejandro Valverde | Movistar Team             | + 51"     |
| 9                   | Rafał Majka        | BORA-hansgrohe            | + 52"     |
| 10                  | Jakob Fuglsang     | Astana Pro Team           | + 53"     |
|                     |                    |                           |           |
| 18                  | Bauke Mollema      | Trek-Segafredo            | + 1'18"   |

## Nevenklassementen
| Puntenklassement |                    |                   |        |
| Plaats           | Naam               | Ploeg             | Punten |
| Groene trui      | Peter Sagan        | BORA-hansgrohe    | 199    |
| 2                | Fernando Gaviria   | Quick-Step Floors | 156    |
| 3                | Alexander Kristoff | UAE Team Emirates | 88     |

| Bergklassement |                  |                     |        |
| Plaats         | Naam             | Ploeg               | Punten |
| Bolletjestrui  | Toms Skujiņš     | Trek-Segafredo      | 6      |
| 2              | Sylvain Chavanel | Direct Énergie      | 4      |
| 3              | Dion Smith       | Wanty-Groupe Gobert | 4      |

| Jongerenklassement |                      |                  |           |
| Plaats             | Naam                 | Ploeg            | Tijd      |
| Witte trui         | Søren Kragh Andersen | Team Sunweb      | 22u36'49" |
| 2                  | Egan Bernal          | Team Sky         | +27"      |
| 3                  | Pierre Latour        | AG2R La Mondiale | +2'17     |

| Ploegenklassement |                   |           |
| Plaats            | Ploeg             | Tijd      |
|                   | Quick-Step Floors | 68u26'56" |
| 2                 | BMC Racing Team   | + 8"      |
| 3                 | Team Sky          | + 1'50"   |
| 4                 | Bahrain-Merida    | + 3'56"   |
| 5                 | Movistar Team     | + 4'01"   |

## Opgaven
Geen opgaven deze rit.
1e etappe ·
2e etappe ·
3e etappe ·
4e etappe ·
5e etappe ·
6e etappe ·
7e etappe ·
8e etappe ·
9e etappe ·
10e etappe ·
11e etappe ·
12e etappe ·
13e etappe ·
14e etappe ·
15e etappe ·
16e etappe ·
17e etappe ·
18e etappe ·
19e etappe ·
20e etappe ·
21e etappe
Startlijst · Eindstanden · Afbeeldingen